# The Sims 4
The Sims 4 је игра о симулацији живота која је изашла 2. септембра 2014. године. Игра је најављена 6. маја 2013 године на конференцији Електроник артса за PC и Mac OS X. Игра је објављена, али нема толико пуно ствари као у Sims 3, тако да можемо очекивати да ће Sims имати много експанзија или ажурирања, кроз најновије ажурирање игре Sims 4 добијамо базен. Ако се игра Sims буде овако развијала и даље, много тога можемо очекивати. 
Одмах после најаве игре, потврђено је да је игра дизајнирана да се игра самостално и да није потребна интернет веза да би се играла (single player offline experience), али ако неки играч жели да буде повезан са галеријом уз помоћ које скидају већ готови симови, куће и собе, мора да има интернет везу. Такође могу да скидају и куће са двориштем, а у већ споменутој ажурираној верзији ћете моћи да скидате куће са базенима. 
Када правите ваше симове, одмах на почетку се види да је разлика између Sims 3 и Sims 4 огромна, сваки сим има своју личност, изгледа другачије, а у игри уз помоћ генетског мода можете аутоматски направити важем симу рођака, маму, тату, сина, ћерку, жену... 
Када правите кућу и ту се такође види да се много тога променило, кућа такође ома своју "ЛИЧНОСТ", можете направити малу сеоску колибицу или огроман дворац, правити од куће разне облике, додавати прозоре преко целе куће само једним кликом.
Од другог дела игре Sims, симси су радили све под утицајем емоција, а у четвртом делу игре Sims емоција ће се више показати на њима. На пример када је сим тужан на њему/њој ћете видети да изгледа депресивно. Тако да када је симу неудобно неће бити расположен за шалу или када је весео, тешко ће му пасти кад га неко увреди или опсује, или ако је у соби која има лепу декорацију биће срећан. Ако је у соби где су инспиративне слике, добиће емоцију инспиративан, која траје 3 сата (у реалном времену три минута) откако изађе из собе. 